# Ixtan
Ixtan (en rus: Иштан) és un poble de l'óblast de Tomsk, a Rússia, que el 2015 tenia 344 habitants.